# استیو پره‌وین
استیو پره‌وین (انگلیسی: Steve Previn؛ ۲۱ اکتبر ۱۹۲۵–۹ ژوئیه ۱۹۹۳) یک کارگردان، تهیه‌کننده و تدوین‌کننده اهل آلمان و ایالات متحده آمریکا بود.
وی فعالیتش را در سینما، به عنوان یک تدوین‌کننده در استودیوهای مترو گلدوین مایر و یونیورسال استودیوز آغاز کرد و مدتی هم نماینده و مدیر اجرایی شعبهٔ «آمریکن اینترنشنال پیکچرز» در لندن بود.
او برادرِ آندره پره‌وین و برادرزادهٔ چارلز پره‌وین بود.
از فیلم‌ها یا مجموعه‌های تلویزیونی که وی در آن‌ها نقش داشته است، می‌توان به هنسی (مدیر اجرایی تولید) اشاره نمود.